# François Sauveterre
Pour les articles homonymes, voir Sauveterre.
François Sauveterre (né en France vers 1700 et mort à Lisbonne le 18 janvier 1775) est un danseur, maître de ballet et chorégraphe français. Il a principalement exercé en Italie et a terminé sa carrière au Portugal.

## Carrière
(séjours attestés)
- 1738-1740 : Venise
- 1740 : Padoue
- 1740-1741 : Turin
- 1742 : Bologne
- 1743 : Florence
- 1745-1746 : Milan
- 1746-1747 : Florence
- 1748 : Milan
- 1749 : Venise
- 1749-1750 : Turin
- 1750-1751 : Venise
- 1752-1753 : Milan
- 1755-1756 : Milan
- 1758-1760 : Stuttgart
- 1763 : Milan
- 1763-1766 : Venise
- 1765 : Milan
- 1765 : Naples
- 1767-1775 : Lisbonne

À Stuttgart, il précède l'arrivée de Jean-Georges Noverre et peut être considéré comme le précurseur du Ballet de Stuttgart.
À Lisbonne, il est aussi maître à danser des souverains Joseph Ier et Marie-Anne-Victoire d'Espagne, ainsi que du prince héritier Joseph, de 1771 à sa mort.

## Principales chorégraphies
En Italie
- Alessandro in Persia (Venise 1738)
- Temistocle (Padoue 1740)
- Vologeso re de'Parti (Reggio 1741)
- Eumene (Bologne 1742)
- Ciro riconosciuto (Bologne 1744)
- L'Olimpiade (Milan 1748)
- Arianna e Teseo (Venise 1751)
- Alessandro nell'Indie (Milan 1752)
- Demofoonte (Milan 1753)
- Merope (Venise 1763)
- Sofonisba (Venise 1764)
- Il ciarlone (Naples 1765)
- Siroe re di Persia (Milan 1765)
- Il Cajo Mario (Venise 1765)
- Le nozze disturbate (Venise 1766)

En Allemagne
- Nithetis (Stuttgart 1759)
- Alexandre dans les Indes (Stuttgart 1760)

Au Portugal
- Le due serve rivali (Lisbonne, Ajuda 1768)
- Penelope (Salvaterra 1768)
- Il Vologeso (Salvaterra 1769)
- La finta astrologa (Salvaterra 1769)
- Fetonte (Lisbonne, Ajuda 1769)
- Il re pastore (Salvaterra 1770)
- Il matrimonio per concorso (Salvaterra 1770)
- La Nitteti (Lisbonne, Ajuda 1770)
- Semiramide (Salvaterra 1771)
- La clemenza di Tito (Lisbonne, Ajuda 1771)
- Il cacciatore deluso (Salvaterra 1771)
- Le avventure di Cleomede (Salvaterra 1771 et 1772)
- La scaltra letterata (Salvaterra 1772)
- Ezio (Lisbonne, Ajuda 1772)
- Armida abbandonata (Salvaterra 1773)
- Eumene (Lisbonne, Ajuda 1773)
- La fiera di Sinigaglia (Salvaterra 1773)
- Le lavandarine (Salvaterra 1773)
- Il trionfo di Clelia (Lisbonne, Ajuda 1774)
- L'Olimpiade (Lisbonne, Ajuda 1774)
- Creusa in Delfo (Salvaterra 1774)
- Il superbo deluso (Salvaterra 1774)
- L'Accademia di musica (Salvaterra 1775)
- I filosofi immaginari (Salvaterra 1775)